# Сартовиці
Сартовиці (пол. Sartowice) — село в Польщі, у гміні Швеці Свецького повіту Куявсько-Поморського воєводства.
Населення — 342 особи (2011).
У 1975-1998 роках село належало до Бидгощського воєводства.

## Демографія
Демографічна структура станом на 31 березня 2011 року:
|          | Загалом | Допрацездатний вік | Працездатний вік | Постпрацездатний вік |
| -------- | ------- | ------------------ | ---------------- | -------------------- |
| Чоловіки | 174     | 31                 | 125              | 18                   |
| Жінки    | 168     | 29                 | 101              | 38                   |
| Разом    | 342     | 60                 | 226              | 56                   |